# ALGOL
ALGOL е език за програмиране, разработен през 1958. Името му идва от Algorithmic Language, заради алгоритмичните дефиниции на проблемите. Може да се разглежда като конкурент на FORTRAN и предшественик на Pascal. Използва думи като ограничители на блокове и е първият език, в който се употребява двойката begin-end.
Съществуват три официални версии на езика: ALGOL 58, ALGOL 60 и ALGOL 68. От трите ALGOL 60 е с най-голямо влияние – от него произлиза ALGOL W, който е използван от Никлаус Вирт при разработката на Pascal.

## „Hello world!“ на ALGOL
```
 
begin

   outstring(1,"Hello, world!")
 
end
```